# Victorious (canción de Panic! at the Disco)
«Victorious» —en español: Victorioso—es una canción de la banda estadounidense Panic! at the Disco, fue lanzada a través de Fueled by Ramen y DCD2 Records el 29 de septiembre de 2015 como su segundo sencillo de su quinto álbum de estudio, Death of a Bachelor (2016). La canción fue escrita por Brendon Urie, CJ Baran, Mike Viola, White Sea, Jake Sinclair, Alex DeLeon y Rivers Cuomo y fue producida por Sinclair con producción adicional de Suzy Shinn. 
El 13 de noviembre de 2015 se lanzó un video musical de la canción en YouTube. Fue la última canción lanzada durante el mandato de Dallon Weekes en la banda, aunque nunca se confirmó si tocó el bajo en el sencillo. En particular, "Victorious" fue el primer sencillo de la banda en casi 10 años en figurar en la lista Billboard Pop Songs, desde "I Write Sins Not Tragedies" de 2006.

## Video musical
El video musical de "Victorious" fue lanzado en la página oficial de YouTube de Fueled by Ramen el 13 de noviembre de 2015. Fue dirigido por Brandon Dermer. El video muestra Panic! at the Disco, el vocalista principal Brendon Urie en un combate de boxeo contra un gran bruto, y ganando. Sin embargo, después de no llamar a su novia, ella rompe con él. Pierde su autoestima, pero gana un gran cheque por ello. Luego se convierte en el vencedor en más situaciones, como ayudar a una anciana a cruzar la calle y, a pesar de perder un juego de dodgeball, llevarse a casa a una joven. 
Hasta agosto de 2021, el video musical tiene más de 76 millones de visitas.

## Posicionamiento en lista
| Lista (2015–2016)                  | Mejor posición |
| ---------------------------------- | -------------- |
| Estados Unidos (Billboard Hot 100) | 89             |
| Estados Unidos (Adult Top 40)      | 31             |
| Estados Unidos (Mainstream Top 40) | 30             |